# Sverige åt svenskarna
Sverige åt svenskarna är en svensk filmkomedi från 1980 i regi av Per Oscarsson.
Filmen, som spelades in i Västergötland, fick ett övervägande negativt mottagande och blev en dyr produktion i förhållande till intäkterna från visningen. Den beräknas ha kostat ca 10–28 miljoner kronor, men på grund av bristande ekonomisk styrning är den totala summan oklar.
Det har kallats filmsveriges största fiasko.

## Handling
Per Oscarsson spelar de ledande rollerna i denna film om den fiktive svenske kung Gustav. Filmen utspelar sig på 1400-talet och kung Gustav mobiliserar. Monarkerna i Storbritannien, Frankrike och Tyskland går samman och invaderar Sverige.

## Rollista (i urval)
- Per Oscarsson – Gustav Leonard Vinkelhjern Klosterhjerta, Jean Louis VIII, Karl Brecht der Stärkste und der Grösste och Wilfred Himmelthrill XIII
- Ernst Günther – Karl Ragnar, Gustavs väpnare
- Georg Adelly – tysk officer
- Lissi Alandh – det hemliga vapnet
- Kent Andersson – balettmästaren
- Sonny Johnson – engelsk budbärare
- Willie Andréason – fransk munk
- Wanja Basel – fransk mätress
- Jan Bjelkelöv – svensk bonde
- Olle Björling – svensk soldat
- Hans Alexander Gerlanius – svensk soldat
- Jarl Borssén – den närsynte
- Janne Carlsson – svensk kavalleriofficer
- Allan Edwall – Karl Otto
- Carl-Axel Elfving – munk
- Göthe Grefbo – armékapten
- Berta Hall – Wilfreds mor
- John Harryson – fransk hovman
- Sonya Hedenbratt – Inga-Lill
- Sten Johan Hedman – sändebud
- Johan Hedenberg – sändebud
- Kiki – hovnarren
- Ingvar Kjellson – Sir John
- Gösta Krantz – man med stege
- Margaretha Krook – Svea
- Lasse Kühler – tysk soldat
- Christina Lindberg – maitresse
- Anders Linder – tolk
- Martin Ljung – svensk munk
- Sune Mangs – hovsångaren
- Bertil Norström – hovman
- Lena Nyman – budbärerska
- Marrit Ohlsson – guvernant
- Tord Peterson – svensk soldat
- Agneta Prytz – fru Bengt
- Gun Robertson – adelsdam
- Mikael Rönnlund – svensk soldat
- Björn Skifs – svensk munk
- Emy Storm – bondhustru
- Olof Thunberg – svensk munk
- Rune Turesson – abbot
- Börje Nyberg – krönikören
- Stig Törnblom – ryttarkaptenen
- Bert-Åke Varg – mannen med "hemliga vapnet"
- Margreth Weivers – nunna
- Monica Zetterlund – ministern
- Ulf von Zweigbergk – organist
- Curt Åström – munk
- Pär Stenberg – engelsk soldat, tysk träl och fransk soldat

## Produktion
Per Oscarsson och Mats Helge Olsson ska ha träffats på Skara folkhögskola och gjorde senare tre filmer tillsammans; Sverige åt svenskarna, Heja Sverige! och Attentatet.
Europa Film bidrog med några miljoner kronor till projektet medan Svenska filminstitutet stod för 1,2 miljoner kronor. Resten finansierade Oscarsson och Olsson på egen hand. Bland annat intecknade Oscarsson sin gård i Trestena utanför Skara för uppemot 600 000. Det har antagits att resten av budgeten kommit från de icke namngivna institutioner, företag och enskilda personer som avtackas i eftertexterna.
Under produktionens gång ökade utgifterna ständigt. Från den ursprungliga kalkylen på 4 miljoner kronor steg utgifterna snart till det dubbla och landade till slut någonstans mellan 10-28 miljoner kronor. Svensk Filmdatabas uppskattar de slutgiltiga kostnaderna till runt 20 miljoner.
Filmen spelades in i Läckö slott i Västergötland och Kalmar slott under tre år. Det medverkade mellan 1 000 till 20 000 statister enligt olika bedömningar.
Flera inblandade i produktionen blev utan lön för sin medverkan.
Filmen sågs av 120 054 biobesökare i Sverige.
Efter att Mats Helge Olsson gått i konkurs såldes rättigheterna till Bertil Sparf som tillsammans med Olsson 2002 planerade restaurera filmen och visa den på TV. 2020 uttalade Mats Helge Olsson ambitionen att restaurera filmen och visa den på bio.